# Gerhard Reinhardt
Gerhard Reinhardt (* 4. Mai 1916 in Werdau; † 22. August 1989) war ein deutscher Politiker und Widerstandskämpfer gegen den Nationalsozialismus.

## Leben
Reinhardt entstammte einer Textilarbeiterfamilie und erlernte selbst den Beruf des Maschinenschlossers, anschließend ging er auf Wanderschaft durch verschiedene europäische Länder (u. a. Frankreich, Schweiz und Österreich). 1930 schloss er sich dem KJVD an.
Nach der „Machtergreifung“ durch die Nationalsozialisten 1933 war Reinhardt im Widerstand aktiv. Reinhardt wurde inhaftiert und 1936 zu einer Zuchthausstrafe verurteilt, die er im Zuchthaus Waldheim verbrachte. Zwischen 1939 und 1942 war er als Maschinenarbeiter in Werdau tätig, bevor er 1942 zum Strafbataillon 999 eingezogen wurde. Im August 1943 trat er zu den griechischen Partisanen über. Er gehörte zu den Gründungsmitgliedern des Antifaschistischen Komitees Freies Deutschland in Griechenland und war anschließend dessen Beauftragter für die XIII. ELAS-Division. Er selbst war Hauptmann in der griechischen Volksbefreiungsarmee ELAS, bevor er in Jugoslawien Offizier des Zweiten Österreichischen Freiheitsbataillons in der III. Jugoslawischen Armee wurde.
Im Sommer 1945 kehrte er nach Deutschland zurück und wurde 1946 Mitglied der SED. Er war zunächst Mitarbeiter im Land- u. Forstministerium bzw. Innenministerium, bevor er von 1961 bis 1963 Sekretär des Zentralen Ausschusses für Jugendweihe und später Sekretär der Zentralleitung des Komitees der Antifaschistischen Widerstandskämpfer wurde.

## Auszeichnungen
- 1985 Medaille „40. Jahrestag des Sieges im Großen Vaterländischen Krieg 1941–1945“[1]